# Asadora !
Ne doit pas être confondu avec Asadora.
Asadora ! (連続漫画小説 あさドラ！, Renzoku Manga Shōsetsu Asadora!) est un seinen manga de Naoki Urasawa, prépublié dans le magazine Big Comic Spirits depuis octobre 2018 et publié par l'éditeur Shōgakukan en volumes reliés. La version française est éditée par Kana dans la collection Big Kana à partir de 2020.

## Synopsis
En 1959, une menace plane sur le port de Nagoya au Japon ; un typhon approche. La jeune Asa, malgré le danger, part en quête d'un docteur pour aider sa mère à accoucher d'un onzième enfant. Alors que le médecin accepte d'aider cette dernière malgré la menace des éléments, Asa se retrouve quelques minutes plus tard bâillonnée et ligotée par un homme mystérieux...

## Personnages
- Asa Asada (浅田あさ, Asada Asa?) est la protagoniste principale. Pleine de caractère, elle a un grand sens du devoir et des responsabilités. Grâce à son ami et mentor Kasuga, elle devient une pilote d'avion douée.
- Haruo Kasuga (春日晴男, Kasuga Haruo?) est un ancien pilote d'avions, vétéran de la Seconde Guerre mondiale. Il va aider Asa à secourir les victimes du typhon puis devenir son mentor.
- Kinuyo (きぬよ, Kinuyo?) est propriétaire d'un restaurant à Nagoya. Elle accepte d'aider Asa à confectionner des onigiris pour venir en aide aux victimes du typhon. Elle recueille ensuite Asa et ses frères et sœurs chez elle.
- Shôta (翔太, Shōta?) est l'ami d'Asa. Il s'entraîne à la course de fond pour participer aux Jeux olympiques d'été de 1964 à Tokyo.

## Manga
Asadora ! est scénarisé et dessiné par Naoki Urasawa. La série débute sa prépublication dans le numéro 45 du magazine Big Comic Spirits de l'éditeur Shōgakukan le 6 octobre 2018,. Asadora! est la première œuvre d'Urasawa publiée de manière numérique et sa première série pour le Big Comic Spirits depuis 21st Century Boys en 2007. La série est mise en pause avec la fin du premier arc en janvier 2019 puis reprend en mai de la même année,. La série est de nouveau suspendue entre août 2019 et octobre 2019.
Asadora ! constitue pour Urasawa un retour à un registre plus positif après le traumatisme causé par le séisme de 2011. Le premier volume s'ouvre sur le Typhon Vera qui a frappé le Japon en 1959, un an avant la naissance de l'auteur, et lui permet de relater la vie quotidienne dans le Japon d'après-guerre, dans les années 1960 et les années 1970, période peu abordée par les mangas récents. Le titre de la série fait référence aux Asadora, les dramas emblématiques diffusés sur la chaîne de télévision NHK depuis 1961.
La série est publiée en volumes reliés par Shōgakukan avec le premier tome sorti en mars 2019. La version française est publiée par Kana dans la collection Big Kana à partir de janvier 2020, la version anglaise par Viz Media à partir de janvier 2019, et la version italienne par Panini Comics.

## Liste des volumes
| no | Japonais          | Japonais          | Français         | Français          |
| no | Date de sortie    | ISBN              | Date de sortie   | ISBN              |
| --- | ----------------- | ----------------- | ---------------- | ----------------- |
| 1 | 29 mars 2019      | 978-4-09-860278-0 | 30 janvier 2020  | 978-2-5050-8524-9 |
| Liste des chapitres : - Chapitre 1 : La jeune fille qui passe en courant (駆け抜ける少女, Kakenukeru Shōjo) - Chapitre 2 : À deux en pleine tempête (嵐の中のふたり, Arashi no Naka no Futari) - Chapitre 3 : Le chevalier du ciel (空の勇者, Sora no Yūsha) - Chapitre 4 : Un abri contre la tempête (嵐からの隠れ場所, Arashi kara no Kakure Basho) - Chapitre 5 : Onde de tempête (高潮, Takashio) - Chapitre 6 : La cantine, chez Kinuyo (めし処 きぬよ, Meshidokoro Kinuyo) - Chapitre 7 : L'enfant choisi (選ばれた子, Erabareta Ko) - Chapitre 8 : Trace (ツメアト, Tsumeato) |                   |                   |                  |                   |
| 2 | 30 septembre 2019 | 978-4-09-860433-3 | 12 juin 2020     | 978-2-5050-8525-6 |
| Liste des chapitres : - Chapitre 9 : Tiens... (アレ…, Are...) - Chapitre 10 : Rencontre fortuite (遭遇, Sōgū) - Chapitre 11 : Manche (操縦桿, Sōjūkan) - Chapitre 12 : Un vrai pilote (本物の飛行機乗り, Honmono no Hikōki-nori) - Chapitre 13 : Date de naissance (誕生の日, Tanjō no Hi) - Chapitre 14 : Cet avion-là (あの飛行機, Ano Hikōki) - Chapitre 15 : 17 ans (17歳, Jūnanasai) - Chapitre 16 : Ne te retourne pas (ふりむかないで, Furimukanaide) |                   |                   |                  |                   |
| 3 | 28 février 2020   | 978-4-09-860587-3 | 2 octobre 2020   | 978-2-5050-8526-3 |
| Liste des chapitres : - Chapitre 17 : Une infime probabilité (ほんの少しの可能性, Honnosukoshi no Kanōsei) - Chapitre 18 : Cinq cercles (五つの輪, Itsutsu no Wa) - Chapitre 19 : Ce qu'on ne pourra jamais dire (絶対に言えないこと, Zettai ni Ienai Koto) - Chapitre 20 : L'objet de recherche (探しモノ, Sagashi Mono) - Chapitre 21 : Les lettres (手紙, Tegami) - Chapitre 22 : Juste un avion de combat (ただの戦闘機, Tada no Sentōki) - Chapitre 23 : Kinuyo se fâche (きぬよ、怒鳴り込む, Kinuyo, Donarikomu)                                                               |                   |                   |                  |                   |
| 4 | 28 août 2020      | 978-4-09-860738-9 | 19 mars 2021     | 978-2-5050-8527-0 |
| Liste des chapitres : - Chapitre 24 : Le jour de l'apparition (出現の日, Shutsugen no Hi) - Chapitre 25 : Communication Breakdown (コミュニケーション・ブレイクダイウン, Komyunikēshon Bureikudaiun) - Chapitre 26 : Déchets (ゴミ, Gomi) - Chapitre 27 : Le rôle de grande sœur (お姉ちゃんの役割, Onē-chan no Yakuwari) - Chapitre 28 : Accident (アクシデント, Akushidento) - Chapitre 29 : Ignition ! (イグニッション！, Igunisshon!) - Chapitre 30 : La rencontre (遭遇, Sōgū)                                                                                                  |                   |                   |                  |                   |
| 5 | 30 avril 2021     | 978-4-09-861078-5 | 8 octobre 2021   | 978-2-5051-1050-7 |
| Liste des chapitres : - Chapitre 31 : L'heure de l'affrontement (決戦の時, Kessen no toki) - Chapitre 32 : Lock on ! - Chapitre 33 : Décryptage (解説, Kaisetsu) - Chapitre 34 : Feu (発射！, Hassha!) - Chapitre 35 : Largage ! (投下！, Tōka!) - Chapitre 36 : Obscurité totale (真っ暗闇, Makkurayami) - Chapitre 37 : Un vrai pilote (本当の飛行士, Hontō no Hikōshi) |                   |                   |                  |                   |
| 6 | 28 décembre 2021  | 978-4-0986-1231-4 | 1er juillet 2022 | 978-2-5051-1534-2 |
| Liste des chapitres : - Chapitre 38 : 10 octobre 1964, temps clair et dégadé (1964年10月10日、晴天なり, Sen-kyūhyaku-rokujū-yon-nen Jūgatsu Jūnichi, Seiten'nari) - Chapitre 39 : Radio portative (トランジスタラジオ, Toranjisuta Rajio) - Chapitre 40 : Gélules (カプセル, Kapuseru) - Chapitre 41 : Sur le quai (プラットホームにて, Purattohōmu nite) - Chapitre 42 : Les jeunes (若者たち, Wakamono-tachi) - Chapitre 43 : Le jour du coup de canon (号砲の日, Gōhō no Hi) - Chapitre 44 : Objet non identifié (不詳物体, Fushō Buttai)                                         |                   |                   |                  |                   |
| 7 | 30 novembre 2022  | 978-4-0986-1546-9 | 28 avril 2023    | 978-2-5051-1555-7 |
| Liste des chapitres : - Chapitre 45 : Vers la mer... (海へ…, Umi e…) - Chapitre 46 : Sur la plage (渚にて, Nagisanite) - Chapitre 47 : Surhomme (超人, Chōjin) - Chapitre 48 : Un grand coup ! (一撃!, Ichigeki!) - Chapitre 49 : Atterrissage (着地, Chakuchi) - Chapitre 50 : La naissance d'un héros (ヒーロー誕生, Hīrō Tanjō) - Chapitre 51 : Après le travail (仕事帰り, Shigoto Kaeri) |                   |                   |                  |                   |
| 8 | 27 décembre 2023  | 978-4-0986-2669-4 | 12 juillet 2024  | 978-2-5051-2432-0 |
| Liste des chapitres : - Chapitre 52 : Audition (オーディション, Ōdishon) - Chapitre 53 : Une étoile est née ? (スター誕生…？, Sutā Tanjō…?) - Chapitre 54 : La jeunesse en 1964 (1964年の青春, 1964-nen no Seishun) - Chapitre 55 : La danseuse du tumulte des flots (潮騒の踊り子, Shiosai no Odoriko) - Chapitre 56 : Quand la situation se complique.... (虎穴に入らずんば…, Koketsu ni Hairazunba) - Chapitre 57 : Course-poursuite au cœur de la nuit (暗闇へ突っ走れ, Kurayami e Tsuppashire) - Chapitre 58 : Rencontre forfuite (邂逅, Kaigō)                                 |                   |                   |                  |                   |
| 9 | 28 novembre 2024  | 978-4-09-863132-2 | 6 juin 2025      | 978-2-50-513431-2 |
| Liste des chapitres : - Chapitre 59 : Le déserteur (脱走兵, Dassō-hei) - Chapitre 60 : Shibuya, 19h (渋谷は夜の７時, Shibuya wa yoru no 7-ji) - Chapitre 61 : Scoop (特ダネ, Tokudane) - Chapitre 62 : Leçon de chant (歌のレッスン, Uta no ressun) - Chapitre 63 : Le messie (救世主, Kyūseishu) - Chapitre 64 : La lettre d'amour déchirée (破れたラブレター, Yabureta raburetā) - Chapitre 65 : Come On-a My House (カモナマイハウス, Kamonamaihausu) |                   |                   |                  |                   |
| - |                   |                   |                  |                   |
| Liste des chapitres : - Chapitre 66 : 親心 (Oyagokoro) - Chapitre 67 : リトルボクサー (Ritorubokusā) - Chapitre 68 : さらなる解読 (Saranaru kaidoku) |                   |                   |                  |                   |

## Distinctions
Le tome 3 de la série est nommé dans la Sélection Jeunes Adultes 12-16 ans du Festival d'Angoulême 2021.